# Franse kampioenschappen schaatsen allround
De Franse allroundkampioenschappen werden voor vrouwen van 1959 tot en met 1993 bijna jaarlijks georganiseerd. De meeste edities vonden plaats op de IJsbaan van Grenoble. Nadat deze in 1990 sloot werden er nog maar twee kampioenschappen verreden. Het allround kampioenschap schaatsen voor mannen werden af en toe gereden.

## Mannen
Hieronder volgt een overzicht van de winnaars van de nationale kampioenschappen allround bij de heren:
| Jaar | Plaats     | Goud                 | Zilver           | Brons              |
| ---- | ---------- | -------------------- | ---------------- | ------------------ |
| 1961 | Chamonix   | André Kouprianoff    | Raymond Gilloz   | Guy Bertocchi      |
| 1963 | Courchevel | André Kouprianoff    | Bernard Sakhof   | Raymond Fonvieille |
| 1964 | Grenoble   | André Kouprianoff    | Bernard Oger     | Yves Bouillere     |
| 1966 | Inzell     | Jean-Jacques Rumpler | Michel Thépénier | Michel Duchet      |
| 1995 | Inzell     | Cédric Kuentz        | Fabrice Raimbaud | Cédric Michaud     |

## Vrouwen
Bij de vrouwen heeft Marie-France van Helden-Vives de meeste titels veroverd. Haar echtgenoot, de voormalige Nederlandse topschaatser Hans van Helden kon haar dat niet nadoen omdat er voor mannen geen kampioenschappen werden gereden.
Hieronder volgt een overzicht van de winnaars van de nationale kampioenschappen allround bij de dames:
| Jaar | Plaats          | Goud                          | Zilver                   | Brons                  |
| ---- | --------------- | ----------------------------- | ------------------------ | ---------------------- |
| 1959 | Villard-de-Lans | Françoise Lucas               | Monique Henrard          | Annie Hournon          |
| 1960 | Villard-de-Lans | Annie Hournon                 | Monique Henrard          | Antoinette Brilland    |
| 1961 | Chamonix        | Françoise Lucas               | Annie Hournon            | Michelle Romersa       |
| 1963 | Courchevel      | Françoise Lucas               | Danielle Fassier         | Martine Ivangine       |
| 1964 | Grenoble        | Marie-Catherine Vetelay       | Françoise Selventi       | Françoise de Mora      |
| 1965 | Grenoble        | Martine Ivangine              | Marie-Louise Perrenoud   | Françoise de Mora      |
| 1966 | Inzell          | Martine Ivangine              | Marie-Louise Perrenoud   | Elisabeth Beaudoing    |
| 1967 | Grenoble        | Martine Ivangine              | Patricia Demartini       | Marie-Louise Perrenoud |
| 1968 | Grenoble        | Martine Ivangine              | Marie-Louise Perrenoud   | Patricia Demartini     |
| 1969 | Grenoble        | Marie-Louise Perrenoud        | Christine Grasset        | Tonny Monari           |
| 1970 | Grenoble        | Sylvie Chevauchet             | Marie-Louise Perrenoud   | Christine Grasset      |
| 1971 | Grenoble        | Sylvie Chevauchet             | Elisabeth Vadot          | Christine Grasset      |
| 1972 | Grenoble        | Sylvie Chevauchet             | Anne Koszul              | Myriam Aubert          |
| 1973 | Grenoble        | Sylvie Chevauchet             | Catherine Duc            | Cecile Doreau          |
| 1974 | Grenoble        | Anne Koszul                   | Sylvie Chevauchet        | Catherine Duc          |
| 1975 | Grenoble        | Anne Koszul                   | Sylvie Chevauchet        | Catherine Duc          |
| 1976 | Grenoble        | Anne Koszul                   | Catherine Duc            | Cecile Doreau          |
| 1977 | Grenoble        | Anne Koszul                   | Cecile Doreau            | Corinne Valour         |
| 1978 | Grenoble        | Marie-France Vives            | Marie-Bernadette Deroche | Marie-Annick Le Deuff  |
| 1979 | Grenoble        | Marie-France Vives            | Marie-Annick Le Deuff    | Martine Vachet         |
| 1980 | Grenoble        | Marie-France Vives            | Marie-Annick Le Deuff    | Marie-Joëlle Le Deuff  |
| 1981 | Grenoble        | Marie-Annick Le Deuff         | Marie-Joëlle Le Deuff    | Sylvie Aubert          |
| 1982 | Grenoble        | Marie-France van Helden-Vives | Marie-Joëlle Le Deuff    | Cecile Doreau          |
| 1983 | Grenoble        | Marie-France van Helden-Vives | Sandrine Rigaut          | Marie-Joëlle Le Deuff  |
| 1984 | Grenoble        | Marie-France van Helden-Vives | Corinne Leblond          | Sandrine Rigaut        |
| 1985 | Grenoble        | Marie-France van Helden-Vives | Corinne Leblond          | Isabelle Broise        |
| 1986 | Grenoble        | Marie-France van Helden-Vives | Murielle Leyssieux       | Corinne Leblond        |
| 1987 | Grenoble        | Marie-France van Helden-Vives | Stéphanie Dumont         | Murielle Leyssieux     |
| 1988 | Grenoble        | Stéphanie Dumont              | Murielle Leyssieux       | Sabine Torre           |
| 1989 | Grenoble        | Stéphanie Dumont              | Murielle Leyssieux       | Sabine Torre           |
| 1990 | Grenoble        | Marie-France van Helden-Vives | Catherine Pinchedez      | Sabine Torre           |
| 1991 | Albertville     | Élodie Busson                 | Catherine Pinchedez      |                        |
| 1992 | Albertville     | Marie-France van Helden-Vives | Élodie Busson            |                        |
| 1993 | Chamonix        | Christine Tyrole              | Marie-Hélène Boulanger   |                        |

### Medaillespiegel
| Naam                          | Goud | Zilver | Brons |
| ----------------------------- | ---- | ------ | ----- |
| Marie-France van Helden-Vives | 11   | 0      | 0     |
| Sylvie Chevauchet             | 4    | 2      | 0     |
| Anne Koszul                   | 4    | 1      | 0     |
| Martine Ivangine              | 4    | 0      | 1     |
| Françoise Lucas               | 3    | 0      | 0     |
| Stéphanie Dumont              | 2    | 1      | 0     |
| Marie-Louise Perrenoud        | 1    | 4      | 1     |
| Marie-Annick Le Deuff         | 1    | 2      | 1     |
| Annie Hournon                 | 1    | 1      | 1     |
| Élodie Busson                 | 1    | 1      | 0     |
| Christine Tyrole              | 1    | 0      | 0     |
| Marie-Catherine Vetelay       | 1    | 0      | 0     |
| Murielle Leyssieux            | 0    | 3      | 1     |
| Catherine Duc                 | 0    | 2      | 2     |
| Marie-Joëlle Le Deuff         | 0    | 2      | 2     |
| Corinne Leblond               | 0    | 2      | 1     |
| Monique Henrard               | 0    | 2      | 0     |
| Catherine Pinchedez           | 0    | 2      | 0     |
| Cecile Doreau                 | 0    | 1      | 3     |
| Christine Grasset             | 0    | 1      | 2     |
| Patricia Demartini            | 0    | 1      | 1     |
| Sandrine Rigaut               | 0    | 1      | 1     |
| Danielle Fassier              | 0    | 1      | 0     |
| Françoise Selventi            | 0    | 1      | 0     |
| Marie-Hélène Boulanger        | 0    | 1      | 0     |
| Elisabeth Vadot               | 0    | 1      | 0     |
| Marie-Bernadette Deroche      | 0    | 1      | 0     |
| Sabine Torre                  | 0    | 0      | 3     |
| Françoise de Mora             | 0    | 0      | 2     |
| Tonny Monari                  | 0    | 0      | 1     |
| Myriam Aubert                 | 0    | 0      | 1     |
| Corinne Valour                | 0    | 0      | 1     |
| Martine Vachet                | 0    | 0      | 1     |
| Sylvie Aubert                 | 0    | 0      | 1     |
| Isabelle Broise               | 0    | 0      | 1     |
| Antoinette Brilland           | 0    | 0      | 1     |
| Michelle Romersa              | 0    | 0      | 1     |

 Argentinië · 
 België · 
 Bohemen · 
 Canada · 
 China · 
 DDR · 
 Duitsland (mannen) - (vrouwen) · 
 Estland · 
 Finland · 
 Frankrijk · 
 Hongarije · 
 IJsland · 
 Italië · 
 Japan · 
 Kazachstan · 
 Mongolië · 
 Nederland (mannen) - (vrouwen) · 
 Nieuw-Zeeland ·
 Noorwegen (mannen) - (vrouwen) · 
 Oekraïne · 
 Oostenrijk · 
 Polen · 
 Roemenië · 
 Rusland · 
 Tsjechië · 
 Verenigde Staten · 
 Wit-Rusland · 
 Zuid-Korea · 
 Zweden · 
 Zwitserland